# Dmitrij Averkijev
Dmitrij Vasiljevitj Averkijev (ryska: Дмитрий Васильевич Аверкиев),  född 23 november 1836 i Jekaterinodar (nu Krasnodar), död 20 januari 1905 i Sankt Petersburg, var en rysk dramatiker.
Averkijev skrev mer än 20 sorgespel och lustspel, mest med gammalryska ämnen, bland annat Gamla tiden i Kasjira (1870), som kom att utgöra ett repertoarstycke på ryska teatrar, Vojevoden av Trogir och (bland komedierna) Frol Skobejev (1868). Hans dramatiska stil närmar sig Aleksandr Ostrovskijs. Averkijev författade vidare bland annat en god studie över William Shakespeare.